# 脱不合
脱不合，又作脱不花，蒙古帝国开国功臣（第74位），克烈部人。
其父是亦鲁忽蛮的长子，有弟弟怯烈哥、昔剌斡忽勒、哈剌阿忽剌。脱不合开始事克烈部王汗，因王汗父子猜忌威望日盛的铁木真，想要谋害他，于是率所属二百户归附铁木真。途中为汪古部首领阿剌兀思剔吉忽里羁留，于是派儿子也速不花告知铁木真。经铁木真使者奔走，脱不合获释。被委为秃鲁花（质子军）。1206年，蒙古帝国建立时，以功封右翼千户长。1219年，率部随成吉思汗西征，以功赐畏兀儿民五百四十八户。窝阔台时，随拖雷借道南宋伐金国。1235年，参加“长子西征”之役。